# Pressure (Ari Lennox)
Pressure è un singolo della cantante statunitense Ari Lennox, pubblicato il 10 settembre 2021 come primo estratto dal secondo album in studio Age/Sex/Location.

## Descrizione
Pressure contiene un campionamento del brano Blessed Is the Woman (with a Man like Mine) di Shirley Brown, risalente al 1977.

## Video musicale
Il video musicale, diretto da Chandler Lass, è stato reso disponibile l'11 settembre 2021 e presenta un omaggio alle cantanti Diana Ross e Donna Summer.

## Classifiche
| Classifica (2022) | Posizione massima |
| ----------------- | ----------------- |
| Stati Uniti       | 66                |